# UFC 13
UFC 13: Ultimate Force fue un evento de artes marciales mixtas producido por Ultimate Fighting Championship el 30 de mayo de 1997 en el Augusta Civic Center en Augusta, Georgia.

## Historia
Esta fue la primera aparición de dos de los futuros campeones de UFC y miembros del Salón de la Fama Randy Couture y Tito Ortiz.

## Resultados

### Peso semipesado
1. ↑  Ortiz reemplazo a Inoue que no pudo continuar debido a una lesión.

## Desarrollo

### Peso semipesado
|  | Semifinales         | Semifinales         | Semifinales |             |            | Final      | Final | Final |  |
|  |                     |                     |             |             |            |            |       |       |  |
|  |                     |                     |             |             |            |            |       |       |  |
|  | Guy Mezger          | Guy Mezger          | DEC         |             |            |            |       |       |  |
|  | Guy Mezger          | Guy Mezger          | DEC         |             |            |            |       |       |  |
|  | Christophe Leninger | Christophe Leninger | 15:00       |             |            |            |       |       |  |
|  | Christophe Leninger | Christophe Leninger | 15:00       |             | Guy Mezger | Guy Mezger | SUM   |       |  |
|  |                     |                     |             |             | Guy Mezger | Guy Mezger | SUM   |       |  |
|  |                     |                     | Tito Ortiz1 | Tito Ortiz1 | 3:00       |            |       |       |  |
|  | Enson Inoue         | Enson Inoue         | Tito Ortiz1 | Tito Ortiz1 | 3:00       | SUM        |       |       |  |
|  | Enson Inoue         | Enson Inoue         |             |             |            | SUM        |       |       |  |
|  | Royce Alger         | Royce Alger         | 1:36        |             |            |            |       |       |  |
|  | Royce Alger         | Royce Alger         | 1:36        |             |            |            |       |       |  |
|  |                     |                     |             |             |            |            |       |       |  |

1Tito Ortiz reemplazo a Enson Inoue que no pudo continuar debido a una lesión.

### Peso pesado
|  | Semifinales     | Semifinales     | Semifinales   |               |               | Final         | Final | Final |  |
|  |                 |                 |               |               |               |               |       |       |  |
|  |                 |                 |               |               |               |               |       |       |  |
|  | Steven Graham   | Steven Graham   | SUM           |               |               |               |       |       |  |
|  | Steven Graham   | Steven Graham   | SUM           |               |               |               |       |       |  |
|  | Dmitri Stepanov | Dmitri Stepanov | 1:30          |               |               |               |       |       |  |
|  | Dmitri Stepanov | Dmitri Stepanov | 1:30          |               | Steven Graham | Steven Graham | 3:13  |       |  |
|  |                 |                 |               |               | Steven Graham | Steven Graham | 3:13  |       |  |
|  |                 |                 | Randy Couture | Randy Couture | TKO           |               |       |       |  |
|  | Randy Couture   | Randy Couture   | Randy Couture | Randy Couture | TKO           | SUM           |       |       |  |
|  | Randy Couture   | Randy Couture   |               |               |               | SUM           |       |       |  |
|  | Tony Halme      | Tony Halme      | 0:56          |               |               |               |       |       |  |
|  | Tony Halme      | Tony Halme      | 0:56          |               |               |               |       |       |  |
|  |                 |                 |               |               |               |               |       |       |  |